# Solor-Archipel
Der Solor-Archipel ist eine indonesische Inselgruppe und Teil der Kleinen Sundainseln im Osten des Malaiischen Archipels. 

## Geographie
Zum Archipel gehören Solor, Adonara und Lembata (Lomblen)  sowie einige kleinere Inseln. Die Inseln liegen zwischen der Bandasee im Norden und der Sawusee im Süden. Im Osten befindet sich der Alor-Archipel, im Westen die Insel Flores.
Der Archipel bildet politisch einen der 14 Distrikte (Kabupaten) der indonesischen Provinz Ost-Nusa Tenggara. Seine Fläche beträgt 1.226 km²; im Jahr 2008 lebten 106.312 Menschen auf den Inseln.